# Dysschema superior
Dysschema superior là một loài bướm đêm thuộc phân họ Arctiinae, họ Erebidae.